# Nick Land
Nick Land (ur. 14 marca 1962) – angielski filozof, który jest nazywany "ojcem akceleracjonizmu". Jego twórczość wiąże się z rozwojem realizmu spekulatywnego, a sam w swoich pracach odchodzi od formalnych konwencji pisarstwa akademickiego, włączając nieortodoksyjne i ezoteryczne wpływy.
Land zrezygnował z pracy w Warwick w 1998 roku, po czym przeniósł się do Chin. Później powrócił na scenę polityczną prawicy, stając się jednym z założycieli neoreakcyjnego ruchu znanego jako ciemne oświecenie. W jego pracach poruszane są idee antyegalitarne i antydemokratyczne.

## Życiorys
Land ukończył doktorat na Uniwersytecie w Essex w 1987 roku pracą nad esejem Martina Heideggera z 1953 roku pt. „Die Sprache im Gedicht” o pracy Georga Trakla.
Land był wykładowcą filozofii kontynentalnej na Uniwersytecie w Warwick od 1987 do 1998. Na uniwersytecie, wraz z filozofką cyberfeministką Sadie Plant założył grupę Cybernetic Culture Research Unit (CCRU), który został opisany przez filozofa Grahama Harmana jako "różnorodna grupa myślicieli, którzy eksperymentowali z tworzeniem pomysłów przez łączenie z sobą źródeł tak różnorodnych jak futuryzm, technonauka, filozofia, mistycyzm, numerologia, teoria złożoności i science fiction". Podczas swojego czasu na uniwersytecie, Land uczestniczył w serii konferencji o cyberkulturze o nazwie "Virtual Futures". Virtual Futures 96 było reklamowane jako "konferencja posthumanistyczna" i "antydyscyplinarne wydarzenie". W tym okresie Land był promotorem pracy doktorskiej.
Land pracował jako edytor dla wydawnictwa Urbanatomy Publishing w Szanghaju. Pracował również dla amerykańskiej organizacji "New Center for Research and Practice" do marca 2017 roku gdy jego kontrakt został anulowany po jego wypowiedziach w Internecie dotyczących imigracji.

## Główne idee i wpływy

### Lata 90. XX w.
W latach 90. Land był ściśle związany z grupą CCRU na Uniwersytecie w Warwick. W tym okresie Land czerpał inspirację z teorii poststrukturalistycznej i lewicowych myślicieli, takich jak Bataille, Marks, Deleuze i Guattari, a także z literatury science fiction, kultury rave i okultyzmu.
Utworzył również termin "hiperstycji" odnoszący się do idei memetycznych, które powodują powstawanie własnej rzeczywistości.

### Po roku 2000
Land wniósł główny wkład do myśli politycznej ciemnego oświecenia, który przeciwstawia się egalizarianizmowi i jest powiązana z ruchami alt-right. Jego pogląd na chiński futuryzm jest często przedstawiany jako "sinofuturyzm", w którym widzi orientalną technokrację, którą można obserwować w takich miejscach jak Szanghaj.
Jego twórczość porusza tematy naukowego rasizmu i eugeniki, opisywanej przez niego jako "hiperrasizm", co zostało też ujęte w ideach akceleracjonizmu Landa. Od 2016 roku jest uznawany jako inspiracja ruchów alt-right w Stanach Zjednoczonych. Sam Land w 2017 roku odcinał się od powiązań z tymi ruchami.
Nawiązania do Landa są często używane przez Curtisa Yarvina.

## Książki
- Heidegger's 'Die Sprache im Gedicht' and the Cultivation of the Grapheme (Rozprawa doktorska, Uniwersytet w Essex, 1987).
- The Thirst For Annihilation: Georges Bataille and Virulent Nihilism (An Essay in Atheistic Religion) (Londyn i Nowy Jork: Routledge, 1992).
- The Shanghai World Expo Guide 2010 (China Intercontinental Press, 2010).
- Shanghai Basics (China Intercontinental Press, 2010).
- Fanged Noumena: Collected Writings 1987-2007 (London: Urbanomic, 2011)
- Calendric Dominion (Urbanatomy Electronic, 2013).
- Suspended Animation (Urbanatomy Electronic, 2013).
- Fission (Urbanomic, 2014).
- Templexity: Disordered Loops through Shanghai Time (Urbanatomy Electronic, 2014).
- Phyl-Undhu: Abstract Horror, Exterminator (Time Spiral Press, 2014).
- Shanghai Times (Urbanatomy Electronic, 2014) ASIN B00IGKZPBA .
- Dragon Tales: Glimpses of Chinese Culture (Urbanatomy Electronic, 2014) ASIN B00JNDHBGQ .
- Xinjiang Horizons (Urbanatomy Electronic, 2014) ASIN B00JNDHDVY .
- Chasm (Time Spiral Press, 2015) ASIN B019HBZ2Q4 .
- The Dark Enlightenment (Imperium Press, 2022) ISBN 978-1922602688.
- Xenosystems ( Passage Publishing, 2024) ASIN B0D8MNTVHY
- Urban Future (Noumena Institute, 2025) ISBN 978-1922602688.
- Outsideness: 2013–2023 (Noumena Institute, 2025) ISBN 978-0646712703.

## Odniesienia
1. 1 2 3  Andy Beckett, Accelerationism: how a fringe philosophy predicted the future we live in, „The Guardian”, 11 maja 2017, ISSN 0261-3077 [dostęp 2025-04-05] (ang.). Brak numerów stron w czasopiśmie
2. ↑  Introduction. W: Robin Mackay: #Accelerate: The Accelerationist Reader. Falmouth: Urbanomic, 2014, s. 1–46. ISBN 978-0-9575295-5-7.
3. ↑  Editors' Introduction. W: Robin Mackay: Fanged Noumena: Collected Writings 1987–2007. Wyd. 6. Urbanomic, 2018, s. 8. ISBN 978-0-9553087-8-9.
4. ↑  Robin Mackay: Nick Land – An Experiment in Inhumanism. Divus, 27 February 2013. [zarchiwizowane z tego adresu (2020-11-25)].
5. 1 2  Dylan Matthews, The alt-right is more than warmed-over white supremacy. It’s that, but way way weirder. [online], Vox, 18 kwietnia 2016 [dostęp 2025-04-06] (ang.).
6. ↑  British Library EThOS: Heidegger's 'Die Sprache im Gedicht' and the cultivation of the grapheme. [online], web.archive.org, 31 października 2020 [dostęp 2025-04-06] [zarchiwizowane z adresu 2020-10-31].
7. ↑  Divus | Nick Land – An Experiment in Inhumanism [online], web.archive.org, 8 lipca 2024 [dostęp 2025-04-06] [zarchiwizowane z adresu 2024-07-08].
8. ↑  Levi Bryant i inni, The Speculative Turn: Continental Materialism and Realism, re.press, 2011, ISBN 978-0-9806683-4-6 [dostęp 2025-04-06] (ang.). Brak numerów stron w książce
9. ↑  Deepak Narang Sawhney, Axiomatics: the apparatus of capitalism, S.l. 1996 [dostęp 2025-04-06]. Brak numerów stron w książce
10. ↑  Nick Land, Urbanatomy: Shanghai 2009, Tianjin: Nan Kai University Press, 2009. Brak numerów stron w książce
11. ↑  Land i inni, Urbanatomy Shanghai 2008, Beijing: China Intercontinental Press. Brak numerów stron w książce
12. ↑  The New Centre for Research & Practice.      [dostęp 2025-04-06].
13. ↑  Mark Fisher: Nick Land: Mind Games. Dazed and Confused, 1 June 2011. [dostęp 2014-09-29]. [zarchiwizowane z tego adresu (2018-06-09)].Sprawdź autora:3.
14. ↑  Nick Land: Fanged Noumena: Collected Writings 1987–2007. Falmouth: Urbanomic, 2011. ISBN 978-0955308789. Brak numerów stron w książce
15. ↑  McKenzie Wark: On Nick Land. Verso. [dostęp 2025-01-23].
16. ↑  Gabriela Korwin-Piotrowska, Hiperstycyjne anty-praxis. Od #cavetwittera do Ccru [online], 28 lipca 2020 [dostęp 2025-04-05].
17. ↑  Shuja Haider, The Darkness at the End of the Tunnel: Artificial Intelligence and Neoreaction [online], Viewpoint Magazine, 28 marca 2017 [dostęp 2025-04-06] (ang.).
18. ↑  中国の「爆速成長」に憧れる〈中華未来主義〉という奇怪な思想（水嶋 一憲） @gendai_biz [online], 現代ビジネス, 7 marca 2019 [dostęp 2025-04-06] (jap.).
19. ↑  On Neoreaction – The Sociological Review [online], web.archive.org, 21 grudnia 2020 [dostęp 2025-04-06] [zarchiwizowane z adresu 2020-12-21].
20. ↑  Robert Topinka — “Back to a Past that Was Futuristic”: The Alt-Right and the Uncanny Form of Racism [online], boundary 2, 14 października 2019 [dostęp 2025-04-06] (ang.).
21. ↑  Alternative Right: HYPER-RACISM [online], Alternative Right, 4 października 2014 [dostęp 2025-04-06] [zarchiwizowane z adresu 2014-10-07].
22. ↑  I Was a Teenage Nazi Wannabe | The New Republic [online], web.archive.org, 16 grudnia 2019 [dostęp 2025-04-06] [zarchiwizowane z adresu 2019-12-16].
23. ↑  "Dark Enlightenment": The neo-fascist philosophy that underpins both the alt-right and Silicon Valley technophiles — Quartz [online], web.archive.org, 18 czerwca 2017 [dostęp 2025-04-06] [zarchiwizowane z adresu 2017-06-18].
24. ↑  Accelerationism: the idea inspiring white supremacist killers around the world - Vox [online], web.archive.org, 18 lutego 2021 [dostęp 2025-04-06] [zarchiwizowane z adresu 2021-02-18].
25. ↑  Final Fantasy | The Point Magazine - The Point [online], web.archive.org, 12 października 2019 [dostęp 2025-04-06] [zarchiwizowane z adresu 2019-10-12].
26. ↑  Rosie Gray, The Anti-Democracy Movement Influencing the Right [online], The Atlantic, 10 lutego 2017 [dostęp 2025-04-06] (ang.).
27. ↑  Mroczna ideologia z garażu | Media | Dwutygodnik [online], www.dwutygodnik.com [dostęp 2025-04-06] (ang.).